# Kernenturm
Der Kernenturm ist ein Aussichtsturm im Schurwald auf dem 512,7 m ü. NHN hohen Kernen östlich von Stuttgart, Baden-Württemberg (Deutschland).

## Geographische Lage
Der Kernenturm steht im Rems-Murr-Kreis auf dem namensgebenden Kernen, einem Berg im Westen des Schurwaldes. Er befindet sich zwischen Kernen im Remstal im Nordnordosten, Stetten (zu Kernen im Remstal) im Ostnordosten, Esslingen im Süden, Uhlbach (Stuttgarter Stadtteil) im Westsüdwesten und Fellbach im Nordwesten. Zum Turm führen mehrere Waldwege, und vorbei verläuft der Württembergische Wein-Wanderweg.

## Turmbeschreibung
Der 1896 von der Ortsgruppe Stuttgart des Schwäbischen Albvereins errichtete Kernenturm besteht aus Sandstein-Mauerwerk und ist 27 m hoch. Er ist einer der ältesten Aussichtstürme Baden-Württembergs und wurde mit einem Kostenaufwand von 18.000 Mark und mit einer Bauzeit von vier Monaten errichtet.
Der viereckige Turm hat eine offene Plattform mit historisierender Zinnenbewehrung, auf der sich ein kleiner Rundturm erhebt; hinauf führt eine Treppe mit 158 Stufen. 1930 wurde an der Ostseite des Turmes eine Schutzhütte erbaut, die nach dem Albvereins-Funktionär Anton-Entress-Hütte benannt wurde. Daneben befinden sich heute ein Kiosk sowie ein Rast-, Spiel- und Grillplatz.
Der Entwurf stammte von den Stuttgarter Architekten Heim und Sipple, mit der Bauausführung war die Firma Gebrüder Mönch betraut.

Kernenturm
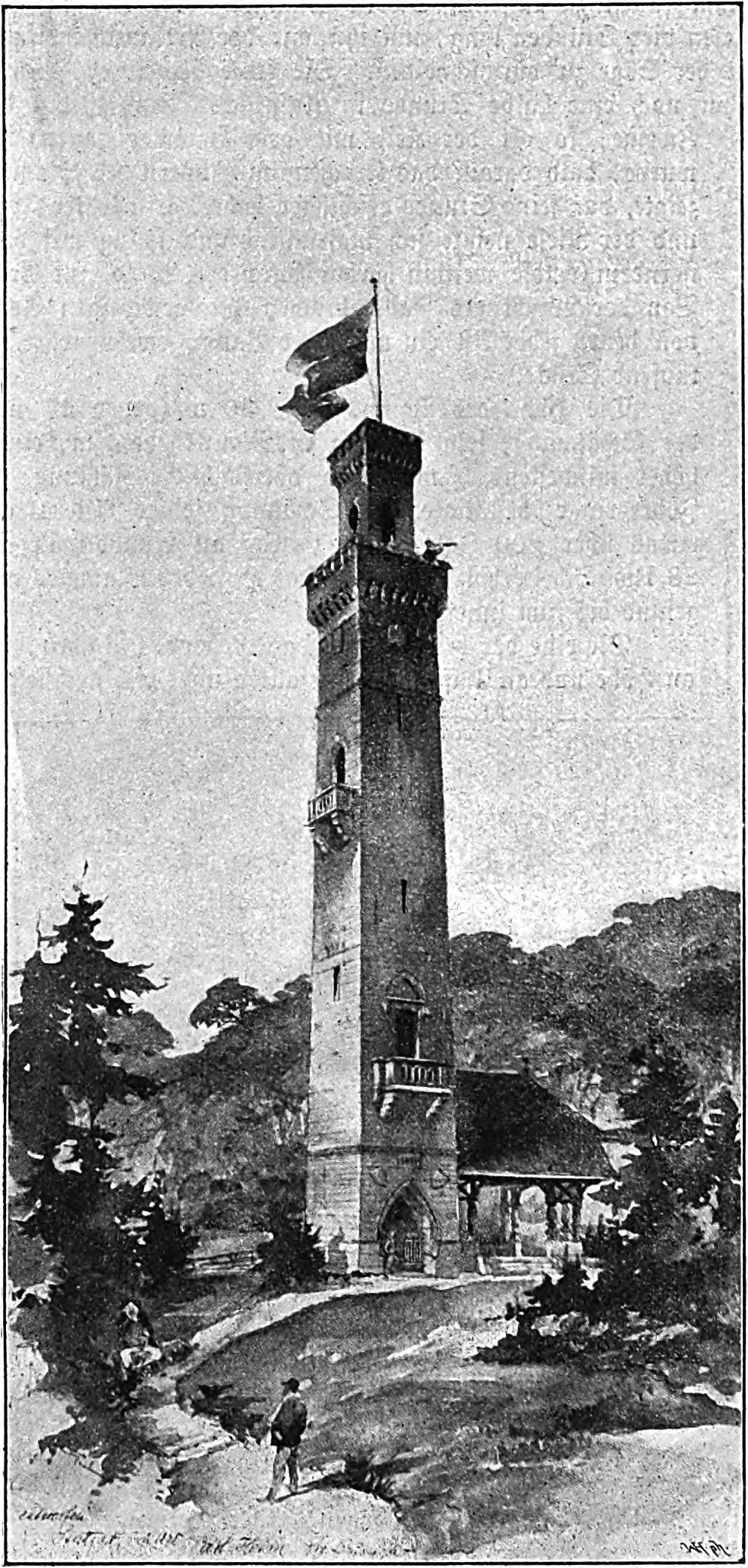
Entwurfszeichnung des Turms
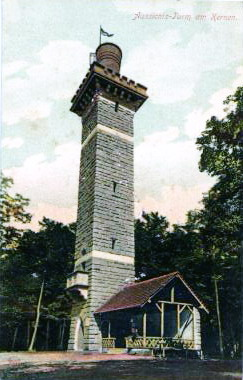
Kernenturm um 1900
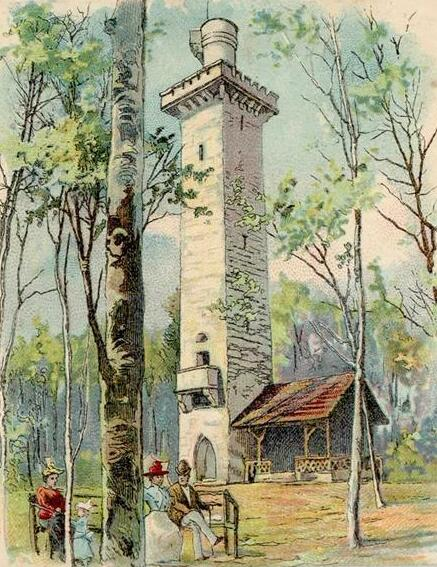
Turm 1909
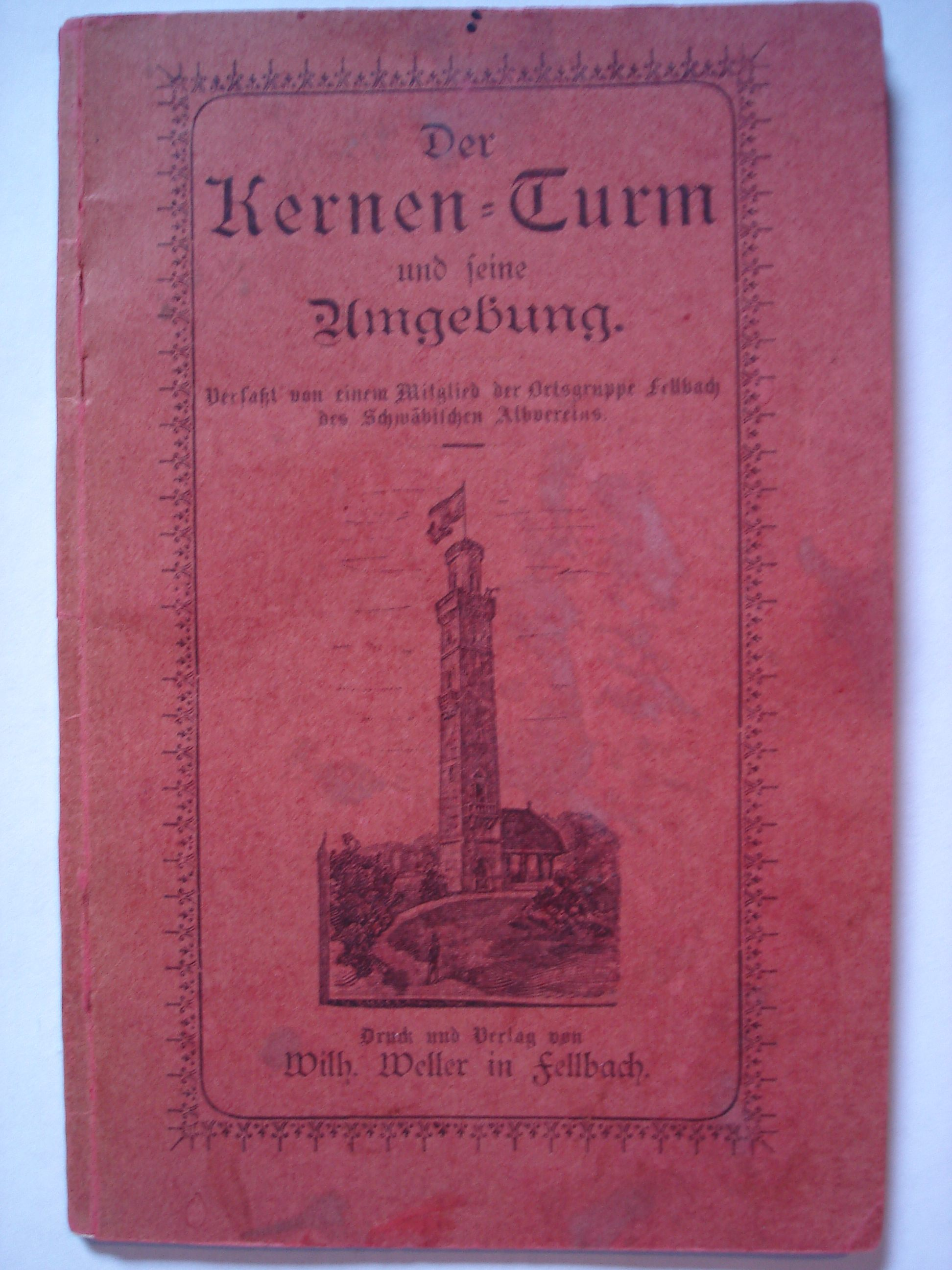
Wanderführer zum Kernenturm um 1900
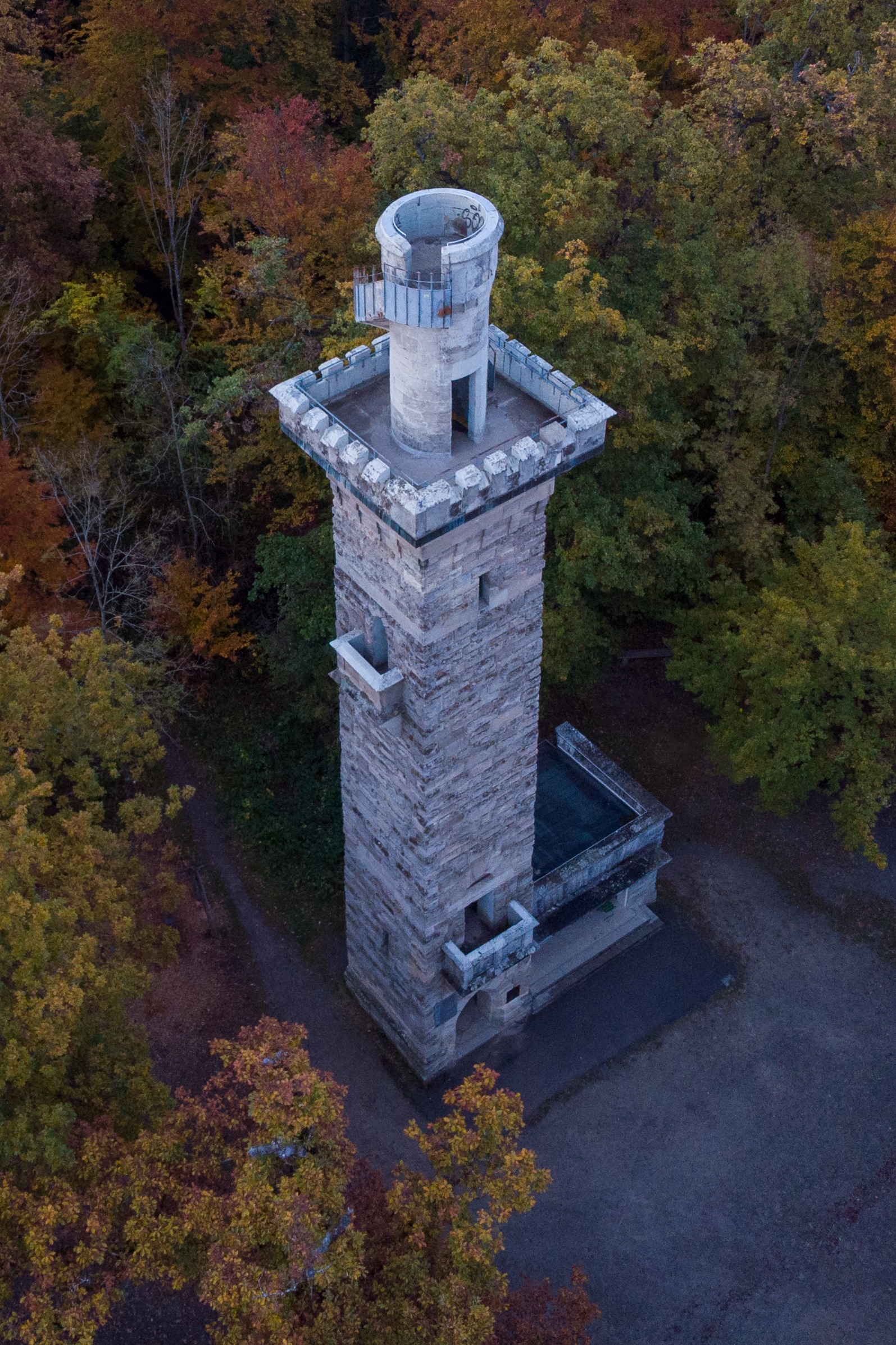
Luftaufnahme vom Turm
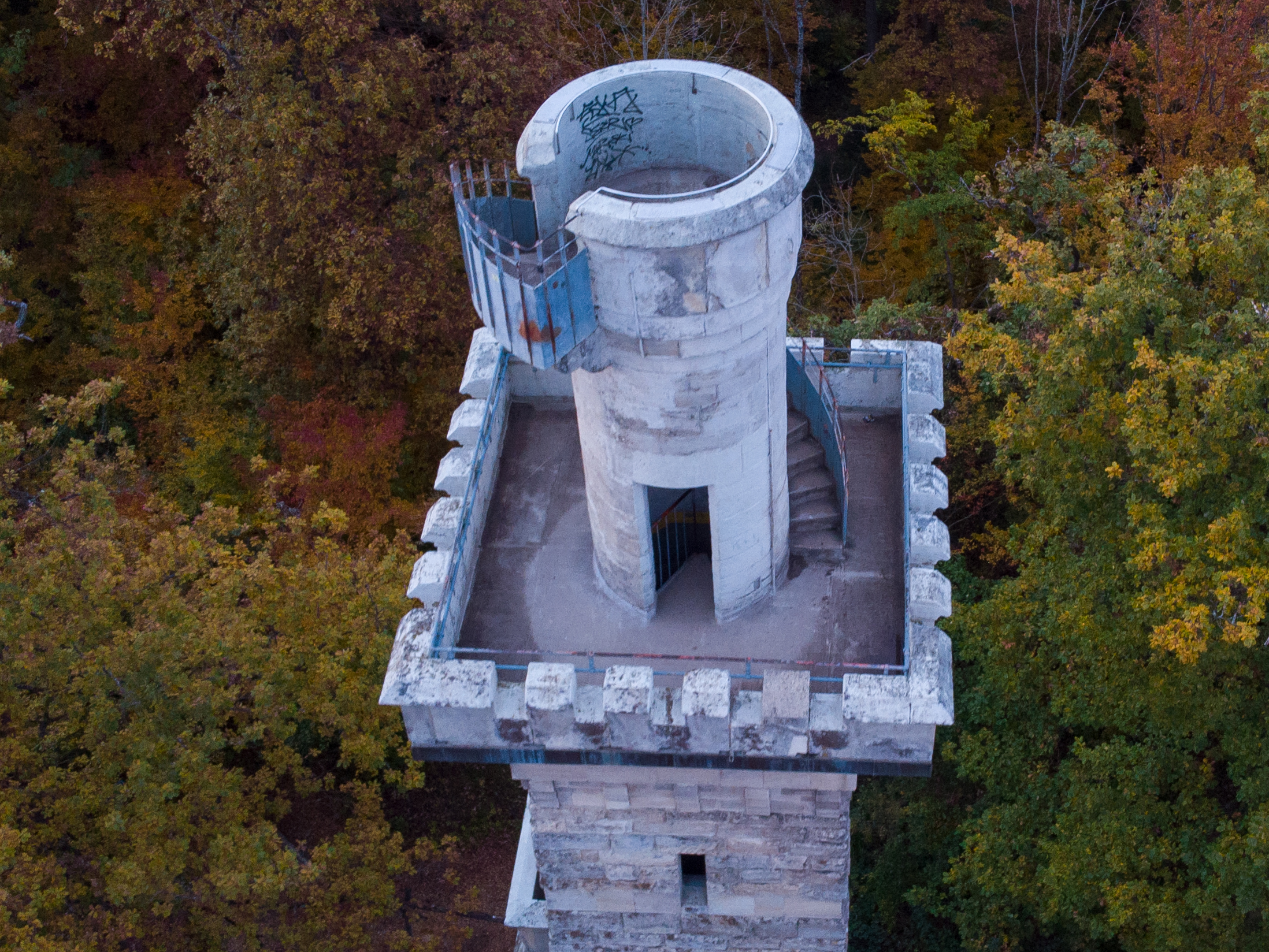
Plattform auf dem Turm
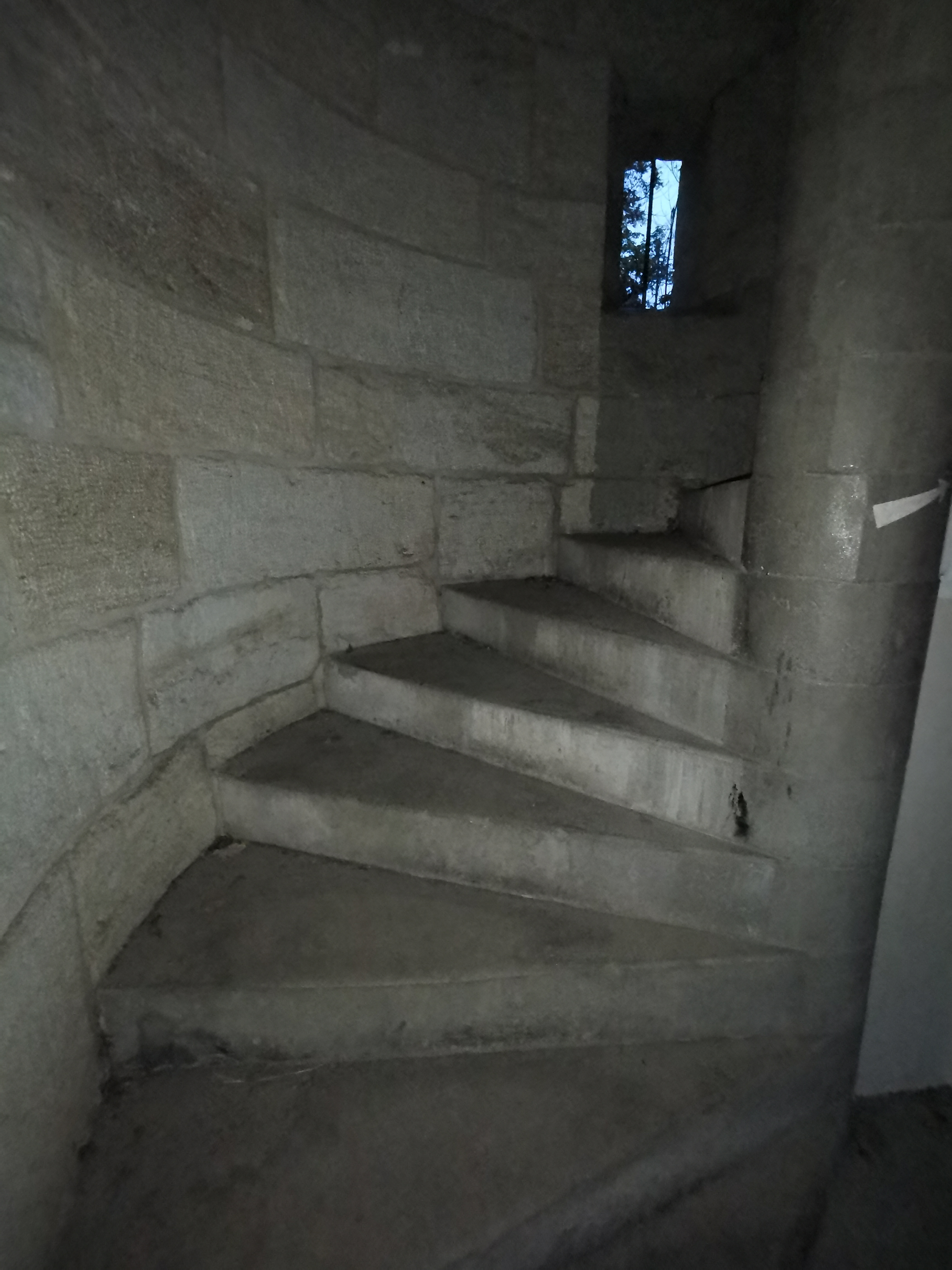
Wendeltreppe im Turminneren
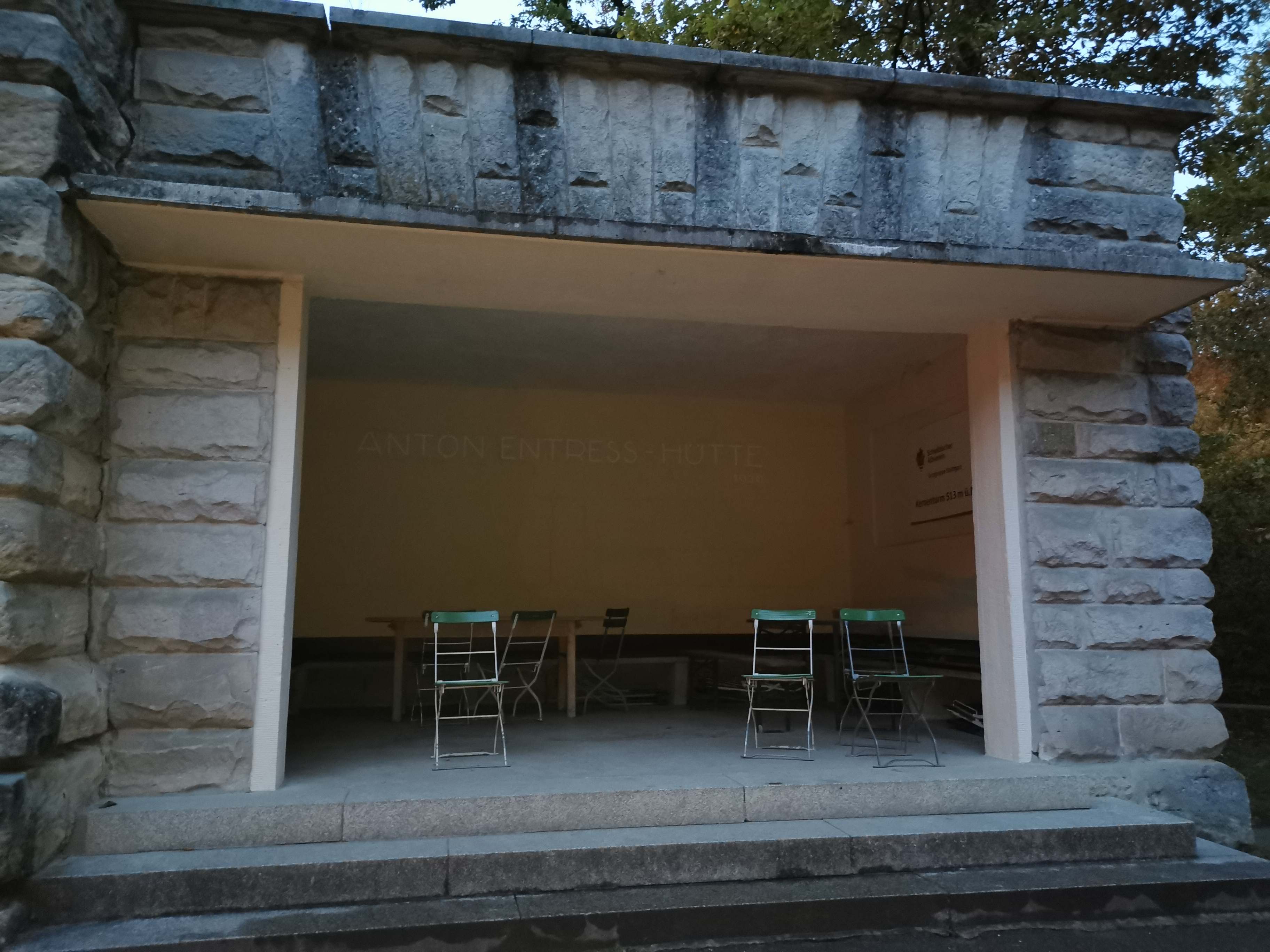
Anton-Entress-Hütte
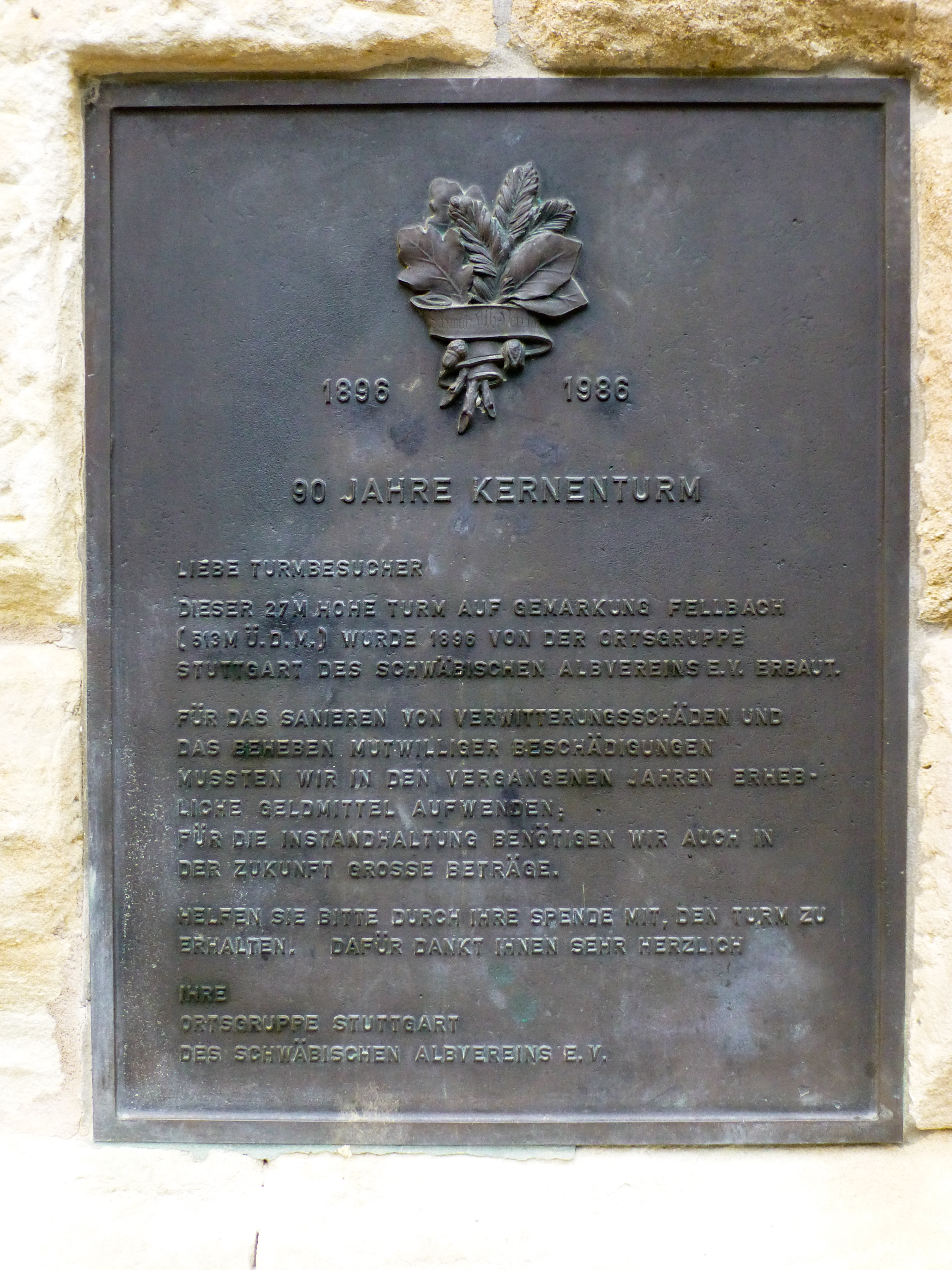
Gedenktafel
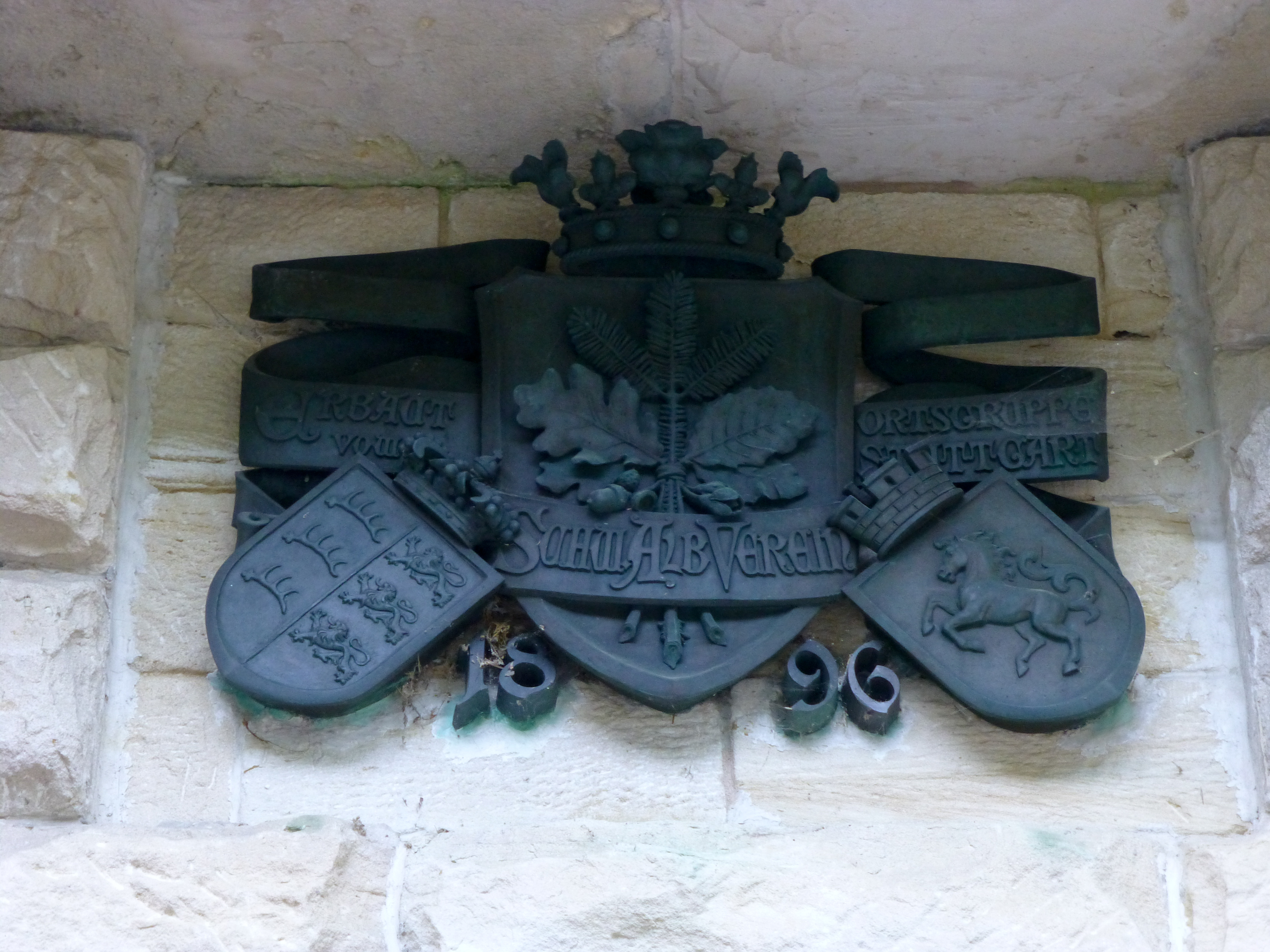
Wappen am Turm

## Aussichtsmöglichkeit
Von der Kernenturm-Aussichtsplattform, an der sich Informationstafeln befinden, fällt der Blick nicht nur auf die im Remstal gelegenen Ortschaften, sondern er reicht bei klarem Wetter bis zum 79 km im Nordwesten entfernten Katzenbuckel im Odenwald. Im Norden sind die Löwensteiner Berge und im Nordosten der Welzheimer Wald hinter dem Remstal zu erkennen. Durch Bäume verdeckt und dadurch nur im Winter – ohne Laub – zu erkennen sind im Osten die „Drei Kaiserberge“ (Stuifen, Rechberg und Hohenstaufen). Nach Süden und Südwesten schaut man bis zur langgestreckten Schwäbischen Alb, in der unter anderen der Plettenberg (1002 m ü. NN) in 73 km Entfernung zu erkennen ist. Nach Westen fällt der Blick über den Stuttgarter Talkessel und damit über das Neckartal und die daran angrenzenden Bergzüge und Naturparks (z. B. Naturpark Stromberg-Heuchelberg) bis zum Nordschwarzwald.

## Einkehrmöglichkeit
Unweit südlich des Turms befindet sich ein Kiosk, der donnerstags bis sonntags geöffnet ist. Es werden Getränke und kleine Speisen angeboten.

## Postkarten

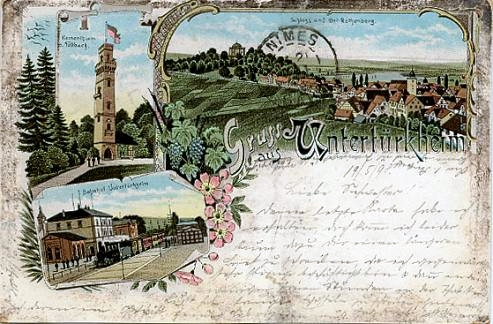
Untertürkheim 1898
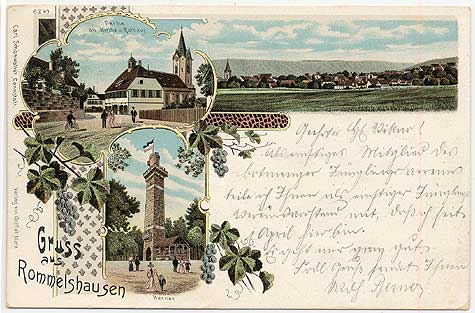
Rommelshausen um 1900
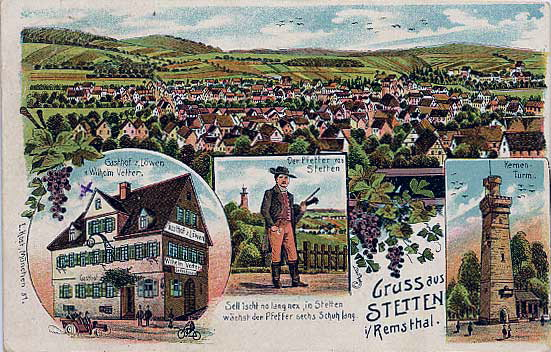
Stetten im Remstal 1900